# Mačkovci
Mačkovci (Hongaars: Mátyásdomb, Duits: Wallbach) is een plaats in Slovenië en maakt deel uit van de gemeente Puconci in de NUTS-3-regio Pomurska. De plaats telde 203 inwoners op 1 januari 2020.

## Geboren
- Damjan Bohar (1991), voetballer